# Инсипидарный синдром
Инсипидарный синдром характеризуется полидипсией, полиурией и низким удельным весом мочи (ниже 1010). Возникает в результате снижения реабсорбции воды в почечных канальцах, обусловленного недостаточной продукцией антидиуретического гормона при поражениях задней доли гипофиза. Кроме собственно несахарного диабета, встречается у больных острым лейкозом (лейкозная инфильтрация), при болезни Крисчена—Шюллера, синдромах Лоуренса—Муиа—Бидля и Шихена. 